# Abell 1185

Abell 1185 (HST)

Abell 1185 – gromada galaktyk znajdująca się w konstelacji Wielkiej Niedźwiedzicy w odległości około 400 milionów lat świetlnych od Ziemi. Gromada ta rozciąga się na przestrzeni miliona lat świetlnych. Należy ona do Supergromady w Lwie.
Większość spośród setek galaktyk należących do gromady to galaktyki eliptyczne. Należą jednak do niej również galaktyki spiralne, soczewkowate oraz nieregularne. Obserwacje tej gromady wykazały, że znajdują się również w niej gromady kuliste nie należące do żadnej konkretnej galaktyki, lecz oddziałujące z całą gromadą Abell 1185.
Do najbardziej znanych galaktyk gromady należy zderzenie co najmniej dwóch galaktyk NGC 3561 oraz PGC 33992, skatalogowane w Atlasie Osobliwych Galaktyk jako Arp 105, a bardziej znane jako „Gitara”.